# ستاد بيريكوم الرياضي

ملعب بيريكوم الرياضي (يعرف أيضًا بـجولدن سيتي بارك) هو ملعب متعدد الاستعمالات في مدينة بيريكوم، برونغ أهافو، غانا.

## روابط خارجية
قائمة الملاعب في غانا نسخة محفوظة 5 مايو 2021 على موقع واي باك مشين.، worldstadiums.com